# Поент а Питр
Поант а Питр (фр. Pointe-à-Pitre) град је на острву Гваделуп, француском прекоморском департману у Малим Антилима. Налази се на западу подручја Гран тер, на месту где се оно спаја са Бас тером.
По подацима из 2006. град је имао 17.541 становника и 132.870 у ширем подручју. То је највећи град на Гваделупу.
Легенда каже да је место добило име по прогнаном холандском морнару Петеру који се овде настанио у 17. веку. Град је званично добио име 1772. Више пута у историји град су уништавали урагани и пожари.
Поант а Питр је економски центар Гваделупа. Има контејнерску луку и аеродром који је дневним летовима повезан са Паризом.

## Демографија
| 1999.  | 2006.  | 2011.  |
| ------ | ------ | ------ |
| 20.948 | 17.541 | 16.063 |

## Партнерски градови
- Орли